# Petite Terre

Bandera de guadalupe

Petite Terre és un grup d'illes deshabitades que pertanyen al departament francès d'ultramar de Guadalupe, es troben al mar Carib. El seu nom complet en francès és Îles de la Petite Terre. Consten de dues illes: Terre de Bas i Terre de Haut que es troben a uns10 km al sud-est de l'illa de Grande-Terre, i al sud de La Désirade. Van rebre aquest nom en contrast amb la veïna Grande-Terre que és més gran.
La seva superfície total és només d'1,70 km².

## Història
La petita illa de la Petite Terre té una superfície de 150 hectàrees i disposa del far més antic de Guadalupe. Va ser descoberta per Cristòfor Colom, però no va ser ocupada per colons fins al segle xviii per la manca d'aigua que actualment es capta de la pluja i s'emmagatzema en cisternes. Tanmateix els amerindis ja havien ocupat l'illa entre els anys 500 i 1500.

## Flora i Fauna
Des de 1972, hi ha unes 9.500 iguanes, a més de tortugues i aus migradores. Entre la vegetació abundant hi ha espècies com la de la fusta gaïac, que antigament s'usava per fer les boles de billar o les politges. Des de 1998 l'illa petita és una reserva natural.